# Peniche (dinâmica de fluidos)
Um peniche é um material inserido entre um semimodelo, muitas vezes de um avião, e a parede de um túnel de vento. Peniche é um termo náutico francês significando "barcaça". Um nome alternativo aerodinâmico é stand-off. O objetivo do peniche é remover ou reduzir a influência da camada limite no semimodelo. O efeito do peniche nos fenômenos tratados pela dinâmica de fluidos e tal influência da variação de escala não é totalmente compreendido.